# Eckart Schlemm
Eckart R. Schlemm (* 26. September 1948 in Unna) ist ein deutscher politischer Beamter (SPD). Er war von 2007 bis 2008 Staatssekretär in der Berliner Senatsverwaltung für Bildung, Wissenschaft und Forschung.

## Leben und Beruf
Nach dem 1967 in Unna abgelegten Abitur und dem Wehrdienst in Celle und Sonthofen studierte Schlemm von 1969 bis 1974 Rechtswissenschaften in Mainz. Im Anschluss an das Erste Staatsexamen folgten ebenfalls in Mainz das Rechtsreferendariat und das Zweite Staatsexamen (bis 1977). 
Als wissenschaftlicher Mitarbeiter war Schlemm von 1977 bis 1979 für den Ausschussvorsitzenden für Wahlprüfung, Immunität und Geschäftsordnung des Deutschen Bundestages beschäftigt. Anschließend wurde er Referent im Bundesministerium für innerdeutsche Beziehungen (1979–1981, 1982–1984). Von 1981 bis 1982 und erneut ab 1984 war er Mitarbeiter der Ständigen Vertretung der Bundesrepublik Deutschland bei der DDR. In den Wendejahren 1989/90 arbeitete Schlemm in der Deutschlandpolitischen Gruppe im Bonner Bundeskanzleramt, wurde dann zunächst Referent der SPD-Bundestagsfraktion und schließlich Referatsleiter in der Staatskanzlei Nordrhein-Westfalens. 
1991 wechselte er in den Dienst des Landes Rheinland-Pfalz und wurde Abteilungsleiter in der Landesvertretung in Bonn (bis 2000) bzw. Berlin (2001–2005). Vor seiner Ernennung zum Staatssekretär in Berlin war Schlemm zuletzt Abteilungsleiter mit Verantwortung für Ressortkoordination und Regierungsplanung in der Staatskanzlei von Rheinland-Pfalz.
Eckart Schlemm ist verheiratet und hat zwei Kinder.

## Politik
Schlemm ist seit 1969 Mitglied der SPD.
Ab dem 1. Januar 2007 war Schlemm Staatssekretär für Bildung, Jugend und Familie in der von Jürgen Zöllner (SPD) geführten Senatsverwaltung für Bildung, Wissenschaft und Forschung (Senat Wowereit III). Er folgte auf Thomas Härtel, der in die Senatsverwaltung für Inneres wechselte. Am 5. Januar 2009 wurde Schlemm von Claudia Zinke (SPD) abgelöst.